# Barlaj
Barlaj (cyr. Барлај) – wieś w Czarnogórze, w gminie Tuzi. W 2011 roku liczyła 57 mieszkańców.